# Wittenburgergracht
De Wittenburgergracht is een deel van een doorgaande verkeersweg in het centrum van Amsterdam, die ligt tussen de Kattenburger- en de Oostenburgergracht. Met deze beide straten, die in elkaars verlengde liggen, vormt de Wittenburgergracht de zogenoemde Eilandenboulevard. Aan de noordkant van de gracht ligt het eiland Wittenburg; ten zuiden van de Eilandenboulevard bevindt zich het water van de Nieuwevaart. Halverwege de Wittenburgergracht, op het eiland Wittenburg, staat de uit 1670 daterende Oosterkerk, een voormalige protestantse kerk.
Het openbaar vervoer over de Eilandenboulevard wordt verzorgd door GVB-buslijn 22. 